# Fédération française de catch professionnel
 (septembre 2009).
Si vous disposez d'ouvrages ou d'articles de référence ou si vous connaissez des sites web de qualité traitant du thème abordé ici, merci de compléter l'article en donnant les références utiles à sa vérifiabilité et en les liant à la section « Notes et références ».
La Fédération française de catch professionnel est une association de catch (lutte professionnelle) basée en France et fondée en 1933[réf. nécessaire].

## Création
En 1933, Raoul Paoli, joueur de rugby à XV et athlète polyvalent français, aide son ami Henri Deglane, médaillé d’or de lutte gréco-romaine aux Jeux olympiques d'été de 1924, à la popularisation du catch en France. Avec leurs amis Charles Rigoulot et Julien Duvivier, tous deux athlètes de haut niveau, ils introduisent le catch au vélodrome d'Hiver de Paris. Ils s'affilient à la Fédération française de lutte (FFL), faisant ainsi du catch la branche professionnelle de la lutte au sein de la Fédération Française de Lutte à cette époque.
Par la suite Raoul Paoli devient le premier président de la Fédération française de catch professionnel (FFCP), et le premier organisateur de catch en France. Décédé le 23 mars 1960 à Paris, Raoul Paoli laisse son fauteuil vide.

## La grande époque
De 1960 jusqu'aux années 1980, le catch connaît son apogée en France. À cette époque, pas moins de sept salles organisent des galas à Paris chaque semaine : l’Élysée Montmartre, la Salle Wagram, le Stadium, le Palais des sports de Paris, La Mutualité, le Cirque d'hiver et le Vel d'Hiv. L’Élysée Montmartre est le théâtre de nombreuses retransmissions télévisées sur l'ORTF). Son propriétaire et catcheur vedette de l’époque, Roger Delaporte, fut l’un des grands organisateurs de catch de l’hexagone. Il dirige successivement la FFLI (Fédération Française de Lutteurs Indépendants) puis la Fédération Française de Catch Professionnel à partir de 1960 à la suite de la mort de Raoul Paoli.
À la fin des années 1980, Roger Delaporte prend sa retraite et revend l’Élysée Montmartre à la société de production Garance Productions. La Fédération française de catch professionnel reste en suspens.

## Réactivation
En 2006, Marc Mercier, ancien catcheur de chez Delaporte, prend des accords avec ce dernier pour réactiver la fédération faisant partie des premières structures de catch dans le monde. En effet, le catch, déjà connu aux États-Unis dans les années 1930, attendit 1948 pour avoir sa première structure fédérale : la National Wrestling Alliance (NWA). Mercier crée la Catch Academy en 2006 à Wissous, école destinée à former une nouvelle génération de catcheurs français. Plusieurs vagues d'hommes et de femmes y auront appris les rudiments du catch au travers des différentes installations de l'école (de Wissous à Villejuif en passant par Chennevières, Choisy-le-Roi et Ris-Orangis).  
Le président Marc Mercier a pour but de dynamiser et dépoussiérer cette dernière, par le biais de secteurs attractifs et médiatiques. Si la Fédération française de catch professionnel est aujourd’hui à nouveau médiatisée,,, il n’en reste pas moins qu’un énorme travail de restructuration générale du catch reste encore à faire en France, et ce en attente d'une législation d'état visant à encadrer la discipline...
En février 2014, Marc Mercier décide de confier la présidence de la FFCP à la jeune arbitre et ex-catcheuse bordelaise Artémis d'Ortygie, nommant à son tour Norbert Feuillan en tant que vice-président. D'Ortygie quitte le poste de présidente en mai 2014 pour s'occuper de projets personnels, Marc Mercier reprend sa place de président de la FFCP.
En février 2024, Mercier a annoncé sa retraite de l'industrie du catch après 49 ans.